# Noailles (Tarn)
Noailles település Franciaországban, Tarn megyében. Lakosainak száma 207 fő (2022. január 1.). Noailles Cestayrols, Donnazac, Livers-Cazelles, Souel és Villeneuve-sur-Vère községekkel határos.

## Népesség
A település népességének változása:
| Lakosok száma | 215  | 219  | 224  | 215  | 214  | 213  | 212  | 211  | 207  |
|               | 2013 | 2015 | 2016 | 2017 | 2018 | 2019 | 2020 | 2021 | 2022 |